# GhostBSD
GhostBSD ist ein freies unixoides Desktop-Betriebssystem für x64-Rechner, das von Eric Turgeon und Nahuel Sanchez ins Leben gerufen wurde. Das Betriebssystem aus der BSD-Familie basiert ab Version 18.10 auf TrueOS, das wiederum auf FreeBSD basiert, und basierte bis dato direkt auf FreeBSD-Quelltexten. GhostBSD nutzt die MATE-Umgebung.

## Entwicklung
Eric Turgeon und Nahuel Sanchez trafen 2010 im offiziellen Forum von FreeBSD aufeinander und entschlossen dort gemeinsam, eine FreeBSD-Distribution zu erschaffen, welche auf den Gnome-Desktop setzt.
Die erste Version 1.0 wurde am 12. März 2010 freigegeben und war nur als Live-CD/DVD verwendbar. Sie basierte auf FreeBSD 8 und GNOME 2.28. Die Version wurde unter dem Motto „GhostBSD go green“ ins Netz gestellt, da die Entwickler bemüht waren, das Betriebssystem auf eine geringere Stromnutzung zu trimmen.
Die zweite Version 1.5 wurde am 29. Juli 2010 zum Herunterladen bereitgestellt und basiert auf FreeBSD 8.1 und GNOME 2.30. Compiz ist ebenso integriert wie die Linux-Binärkompatibilität. GhostBSD ist nun mit Hilfe von pc-sysinstall installierbar, aber auch weiterhin als Live-CD/DVD zu nutzen.
Für Version 2.0, welche im März 2011 erschienen ist, wurde ein grafisches Installationsprogramm integriert. Version 2.5 erschien am 24. Januar 2012 und basiert auf FreeBSD 9.0.
Mit Version 11.1 entfiel die Unterstützung für x86-Systeme (32 Bit).
Ab der Version 18.10 basiert GhostBSD auf TrueOS, einem weiteren Unix-Derivat, das ebenfalls auf FreeBSD basiert und dieses funktional erweitert.
Die Entwickler haben mit der Version GhostBSD 20.03 damit begonnen ihr eigenes Repository zu hosten.

## Versionstabelle
| Vers.    | Datum         | Basis        | Desktop-Umgeb.      |
| -------- | ------------- | ------------ | ------------------- |
| 1.0      | 12. März 2010 | FreeBSD 8.0  | Gnome 2.28          |
| 1.5      | 29. Jul. 2010 | FreeBSD 8.1  | Gnome 2.30          |
| 2.0      | 26. Mär. 2011 | FreeBSD 8.2  | Gnome 2.30          |
| 2.5      | 24. Jan. 2012 | FreeBSD 9.0  | Gnome 2.?, LXDE     |
| 3.0      | 7. Mär. 2013  | FreeBSD 9.1  | Gnome 2.?, LXDE     |
| 3.5      | 7. Nov. 2013  | FreeBSD 9.?  | MATE 1.6, Xfce 4.10 |
| 4.0      | 25. Sep. 2014 | FreeBSD 10.0 | MATE 1.6, Xfce 4.10 |
| 10.1     | 13. Sep. 2015 | FreeBSD 10.1 | MATE 1.6, Xfce 4.10 |
| 10.3     | 30. Aug. 2016 | FreeBSD 10.3 | MATE 1.6, Xfce 4.10 |
| 11.1     | 16. Nov. 2017 | FreeBSD 11.1 | MATE 1.8, Xfce 4.12 |
| 21.09.06 | 7. Sep. 2021  | FreeBSD 13.0 | MATE                |
| 21.09.08 | 9. Sep. 2021  | FreeBSD 13.0 | MATE                |

| Vers.    | Datum          | Basis                                 | Desktop-Umgeb. |
| -------- | -------------- | ------------------------------------- | -------------- |
| 18.10    | 1. Nov. 2018   | TrueOS CURRENT mit FreeBSD 12 STABLE  | MATE           |
| 18.12    | 31. Dez. 2018  | TrueOS CURRENT mit FreeBSD 12 STABLE  | MATE           |
| 19.04    | 13. Apr. 2019  | TrueOS STABLE mit FreeBSD 12 STABLE   | MATE, Xfce     |
| 19.09    | 16. Sep. 2019  | TrueOS STABLE mit FreeBSD 12 STABLE   | MATE, Xfce     |
| 19.10    | 26. Okt. 2019  | TrueOS STABLE mit FreeBSD 12 STABLE   | MATE, Xfce     |
| 20.01    | 22. Jan. 2020  | TrueOS STABLE mit FreeBSD 12.1 STABLE | MATE, Xfce     |
| 20.02    | 29. Feb. 2020  | TrueOS STABLE mit FreeBSD 12.1 STABLE | MATE, Xfce     |
| 20.03    | 31. März 2020  | TrueOS STABLE mit FreeBSD 12.1 STABLE | MATE, Xfce     |
| 20.04    | 30. April 2020 | TrueOS STABLE mit FreeBSD 12.1 STABLE | MATE, Xfce     |
| 20.04.1  | 2. Mai 2020    | TrueOS STABLE mit FreeBSD 12.1 STABLE | MATE, Xfce     |
| 20.08.04 | 10. Aug. 2020  | TrueOS STABLE mit FreeBSD 12.1 STABLE | MATE, Xfce     |
| 20.11.28 | 29. Nov. 2020  | TrueOS STABLE mit FreeBSD 12.2 STABLE | MATE, Xfce     |